# 田福庭
田福庭（1931年—2016年1月20日），男，浙江上虞人，中华人民共和国政治人物。

## 生平
1953年，毕业于清华大学经济系。之后清华大学马列主义教研室任教，1956年晋升为讲师。1958年，到河北省保定铸造机械厂工作。1982年调任保定地区行署经委副主任，1983年8月，任中共保定市委副书记，市长，后任保定市政协主席。2016年1月20日去世，享年85岁。